# Echinoderes riedli
Echinoderes riedli är en djurart som tillhör fylumet pansarmaskar, och som beskrevs av Higgins 1966. Echinoderes riedli ingår i släktet Echinoderes och familjen Echinoderidae. Inga underarter finns listade i Catalogue of Life.